# 4201-es mellékút (Magyarország)
A 4201-es számú mellékút egy nagyjából 11 kilométer hosszú, négy számjegyű országos közút Jász-Nagykun-Szolnok vármegye területén. Ma tulajdonképpen Kisújszállás egyik belső útja, amely összeköti a 4-es főúttal; korábban, a főút Kisújszállást északról elkerülő szakaszának átadása előtt annak része volt.

## Nyomvonala
Kenderes külterületén ágazik ki a 4-es főútból, annak 141,250-es kilométerszelvényénél, dél felé. Mindössze néhány lépésnyit húzódik a kenderesi határban, majd átlép Kisújszállás területére és egyúttal kelet-délkeletnek fordul. 2,5 kilométer után egy elágazáshoz ér: tovább kelet-délkelet felé egy ma már számozatlan, alsóbbrendű út vezet, amely azonban évtizedekkel ezelőtt még a 4-es főút része volt; a 4201-es pedig egy kicsit délebbnek fordul. 3,3 kilométer után felüljárón keresztezi a Budapest–Záhony-vasútvonal nyomvonalát, majd nagy sugarú ívben keleti irányba kanyarodik; a 4. kilométerénél, ahol beletorkollik a 4207-es út Örményes felől (és visszatorkollik az előbb említett, számozatlan út), már azt az irányt követi.
A 4207-es betorkollásától kezdve a város belterületei között folytatódik, Deák Ferenc utca néven. A 6. kilométere után, egymástól néhány lépésnyi távolságra két elágazása is van: előbb a 34 303-as számú mellékút ágazik ki belőle észak felé, a Budapest–Záhony-vasútvonal és a Kál-Kápolna–Kisújszállás-vasútvonal Kisújszállás vasútállomására, alig száz méterrel keletebbre pedig a 4202-es út, Túrkeve és Mezőtúr irányába. Ez utóbbi kereszteződéstől az út a Széchenyi utca nevet viseli, egy szakaszon kissé északabbi irányt véve, ám amikor, bő 7,5 kilométer után eléri a lakott terület keleti szélét és a 4205-ös út dél-délnyugati irányú kiágazását, ott már ismét kelet felé húzódik. A 9. kilométerétől teljesen külterületen halad és hamarosan véget is ér, visszatorkollva a 4-es főútba, annak a 151,200-as kilométerszelvénye közelében.
Teljes hossza, az országos közutak térképes nyilvántartását szolgáló kira.gov.hu adatbázisa szerint 11,025 kilométer.

## Települések az út mentén
- (Kenderes)
- Kisújszállás

## Története
1934-ben a kereskedelem- és közlekedésügyi miniszter 70 846/1934. számú rendelete a teljes hosszában elsőrendű főúttá nyilvánította, a 4-es főút részeként; az is maradt egészen a város északi elkerülőjének átadásáig.